# Ewald Germuth
Ewald Germuth (* 5. April 1971) ist ein ehemaliger österreichischer Fußballspieler.

## Karriere
Germuth spielte bis 1996 für den FC Großklein. Zur Saison 1996/97 wechselte er zum Zweitligisten SV Flavia Solva. Sein Debüt in der 2. Division gab er im Juli 1996, als er am ersten Spieltag jener Saison gegen Schwarz-Weiß Bregenz in der Startelf stand. Sein erstes und einziges Tor in der zweithöchsten Spielklasse erzielte Germuth im August 1996 bei einer 2:1-Niederlage gegen den FC Kufstein. Bis Saisonende kam er zu 26 Zweitligaeinsätzen für Flavia Solva. Mit dem Verein stieg er zu Saisonende aus der zweiten Liga ab.

## Persönliches
Germuth betreibt heute ein Weingut in Leutschach an der Weinstraße.